# Тјери Омеје
Тјери Омеје (фр. Thierry Omeyer; Милуз, 2. новембар 1976) је бивши француски рукометни голман и француски репрезентативац.

## Клупска каријера
Омеје је своју професионалну каријеру започео у француском клубу Селестат када је 1994. потписао први професионални уговор. У Селестату је играо све до 2000. када је прешао у Монпеље. За Монпеље је играо у два наврата (2000−2006 и 2013−2014) са којим је по 5 пута освајао Француско првенство и куп Француске, 4 пута лига куп, док је 2003. године освојио и ЕХФ Лигу шампиона. Врхунац каријере доживио је у Килу за којег је играо од 2006. до 2014. са којим је освојио по 6 пута првенство и куп Немачке, 4 суперкупа, 3 ЕХФ Лиге шампиона, 1 суперкуп Европе и 1 трофеј светског клупског првенства. 2014. је прешао у амбициозни Париз Сен Жермен са којим је освојио 5 пута Француско првенство, 2 пута куп Француске и по 3 пута суперкуп и лига куп Француске. Каријеру је завршио 2019. године у дресу Париз Сен Жермена у својој 42 години.

## Репрезентативна каријера
Омеје је био дугогодишњи члан Француске репрезентације. С репрезентацијом је освојио светска првенства 2001, 2009. (проглашен за најбољег голмана), 2011, 2015. и 2017, Европска првенства 2006. (проглашен за најбољег голмана турнира), 2010. и 2014. године и Олимпијске игре 2008. и 2012. Свој деби за репрезентацију имао је 1999. године у квалификацијама за Европско првенство 2000. против Румуније.

## Трофеји

### Клупски
Монпеље
- Француско првенство: 2002, 2003, 2004, 2005, 2006.
- Француски куп: 2001, 2002, 2003, 2005, 2006.
- ЕХФ Лига шампиона: 2003.
- ЕХФ куп: (финале 2014)
- Француски лига-куп: 2004, 2005, 2006, 2014.
- Најбољи голман Француске: 2000, 2004, 2006.

Кил
- Немачко првенство: 2007, 2008, 2009, 2010, 2012, 2013.
- Немачки куп: 2007, 2008, 2009, 2011, 2012, 2013.
- Суперкуп Немачке: 2007, 2008, 2011, 2012.
- Суперкуп Европе: 2007.
- ЕХФ Лига шампиона: 2007, 2010, 2012. (финале 2008. и 2009)
- Светско клупско првенство: 2011. (финале 2012)
- Номинован за најбољег рукометаша: 2006.

Париз Сен Жермен
- Француско првенство: 2015, 2016, 2017, 2018, 2019.
- Француски куп: 2015, 2018.
- Лига куп Француске: 2017, 2018, 2019
- Француски суперкуп: 2014, 2015, 2016.

### Репрезентативни
- Европско првенство : 2006, 2010, 2014. (бронзана медаља 2008)
- Светско првенство : 2001, 2009, 2011, 2015. (бронзане медаље 2003. и 2005)
- Олимпијске игре : 2008, 2012.
- Најбољи голман ЕП : 2006.
- Најбољи голман СП : 2009, 2015.
- Најкориснији играч СП : 2015.